# Trausella
Trausella est une commune italienne de la ville métropolitaine de Turin, dans la région Piémont.

## Administration
| Période                                  | Période | Identité             | Étiquette | Qualité |
| ---------------------------------------- | ------- | -------------------- | --------- | ------- |
|                                          |         | Michelangelo Boglino |           |         |
| Les données manquantes sont à compléter. |         |                      |           |         |

### Communes limitrophes
Donnas, Quincinetto, Traversella, Brosso, Meugliano, Castellamonte, Alice Superiore, Rueglio, Vico Canavese, Castelnuovo Nigra.